# Arkadi Rotstein
Arkadi Rotstein (* 29. April 1961 in Lwow) ist ein deutsch-ukrainischer Schachgroßmeister. Er wechselte 1999 vom Ukrainischen Schachverband zum Deutschen Schachbund.
Rotstein siegte oder belegte vordere Plätze in mehreren Turnieren: 1. Platz beim Turnier in Paris (1994), 1. Platz beim Open in Cesenatico (1998), 1.–2. Platz beim Open in Letojanni (2002), 1.–2. Platz beim Open in Bad Zwischenahn (2004), 1.–2. Platz beim Open in Seefeld (2004), 1.–2. Platz beim Open in Korfu (2007), 1. Platz beim Open in Feffernitz (2010) und 1. Platz beim 26. Faaker See Open in Latschach (2010).
Rotstein trägt seit 1990 den Titel Internationaler Meister, den Großmeistertitel erhielt er im Jahr 1994.
Für seine Leistungen im Fernschach erhielt er 1990 von der ICCF den Titel Internationaler Meister. Sein Vater Jefim (1933–2021) war ein FIDE-Meister, für den im November 1959 eine historische Elo-Zahl von 2534 berechnet wurde.

## Vereine
In Deutschland spielt Rotstein für die SG Porz, bei der er in der Saison 2005/06 auch zwei Einsätze in der 1. Bundesliga hatte. In der österreichischen Bundesliga spielte er von 2002 bis 2008 für den SV Tschaturanga Neubau, seit 2008 spielt er für den SK Absam (unter anderem in der Saison 2008/09 und seit 2012 in der 1. Liga). In der niederländischen Meesterklasse spielt Rotstein seit 2008 für den Schaakclub Groningen, in der belgischen Interclubs seit 2008 für die Schachfreunde Wirtzfeld, mit denen er 2009, 2013 und 2018 Meister wurde. In Frankreich spielte er bis 2005 für C.E.M.C. Monaco, mit dem er 2002 Meister wurde und 2004 am European Club Cup teilnahm, in Luxemburg von 2004 bis 2006 für Le Cavalier Differdange. In der polnischen Mannschaftsmeisterschaft spielte er 1990 und 1991 für 1893 KKSz-Hutnik Kraków.